# Młodzieżowe Mistrzostwa Azji w Boksie 2014
Młodzieżowe mistrzostwa Azji w boksie 2014 - Trzecia edycja bokserskich Młodzieżowych mistrzostw Azji. Trzecia edycja odbywała się w dniach 25 - 30 stycznia. Zawodnicy rywalizowali w dziesięciu kategoriach wagowych, a w każdej kategorii czterech zawodników stawało na podium. Miejscem rywalizacji był Bangkok

## Medaliści
| Kategoria wagowa                | Złoto                 | Srebro                | Brąz                                        |
| Waga papierowa (- 49 kg.)       | Thani Narinram        | Han Young-Hun         | Damdindorj Munkh-Erdene Ertugan Zeynullinov |
| Waga musza (- 52 kg.)           | Gaurav Solanki        | Omran Akbari          | Ivan Kovalev Erdenbaat Tsendbaatar          |
| Waga kogucia (- 56 kg.)         | Sułtan Zäuyrbek       | An Byung-Ik           | Munarbek Seyitbek uulu Misheel Battumur     |
| Waga lekka (- 60 kg.)           | Abyłajchan Żüsypow    | Ahmad Ghosoun         | Gō Hosaka Fazliddin Meliboyev               |
| Waga lekkopółśrednia (- 64 kg.) | Ayan Kalybekov        | Makhmud Gaipov        | Toshihiro Suzuki Panithan Kitkeiat          |
| Waga półśrednia (- 69 kg.)      | Bektemir Meliqoʻziyev | Shabbos Negmatulloyev | Ilya Ochkin Manjeet                         |
| Waga średnia (- 75 kg.)         | Kozimbek Mardonov     | Kamal Singh Neel      | Mekhribon Sanginov Yoon Ju-Ho               |
| Waga półciężka (- 81 kg.)       | Wadim Kazakow         | Azizbek Shukurov      | Paradon Pradermdee Kanat Matekov            |
| Waga ciężka (- 91 kg.)          | Temirlan Kabiyev      | Asilbek Soliyev       | Samer Al Beraq Murat Amirazhanov            |
| Waga super-ciężka (+ 91 kg.)    | Eldos Kadyrbayev      | Toni Ata Allaa        | Daler Suleymanov Shokhrukhbek Erkinov       |